# Diocesi di Biloxi
La diocesi di Biloxi (in latino Dioecesis Biloxiensis) è una sede della Chiesa cattolica negli Stati Uniti d'America suffraganea dell'arcidiocesi di Mobile. Nel 2022 contava 53.666 battezzati su 831.202 abitanti. È retta dal vescovo Louis Frederick Kihneman.

## Territorio
La diocesi comprende 17 contee nella parte meridionale del Mississippi, negli Stati Uniti: Covington, Forrest, George, Greene, Hancock, Harrison, Jackson, Jefferson Davis, Jones, Lamar, Lawrence, Marion, Pearl River, Perry, Stone, Walthall e Wayne.
Sede vescovile è la città di Biloxi, dove si trova la cattedrale della Natività della Beata Vergine Maria (Nativity of the Blessed Virgin Mary Cathedral).
Il territorio si estende su 25.001 km² ed è suddiviso in 43 parrocchie, organizzate in 5 decanati.

## Storia
La diocesi è stata eretta il 1º marzo 1977 con la bolla Quandoquidem in Nos di papa Paolo VI, ricavandone il territorio dalla diocesi di Natchez-Jackson (oggi diocesi di Jackson).
Originariamente suffraganea dell'arcidiocesi di New Orleans, il 29 luglio 1980 è entrata a far parte della provincia ecclesiastica di Mobile.

## Cronotassi dei vescovi
Si omettono i periodi di sede vacante non superiori ai 2 anni o non storicamente accertati.
- Joseph Lawson Howze † (8 marzo 1977 - 15 maggio 2001 ritirato)
- Thomas John Rodi (15 maggio 2001 - 2 aprile 2008 nominato arcivescovo di Mobile)[1]
- Roger Paul Morin † (2 marzo 2009 - 16 dicembre 2016 ritirato)
- Louis Frederick Kihneman, dal 16 dicembre 2016

## Statistiche
La diocesi nel 2022 su una popolazione di 831.202 persone contava 53.666 battezzati, corrispondenti al 6,5% del totale.
| anno | popolazione | popolazione | popolazione | presbiteri | presbiteri | presbiteri | presbiteri                | diaconi | religiosi | religiosi | parrocchie |
| anno | battezzati  | totale      | %           | numero     | secolari   | regolari   | battezzati per presbitero | diaconi | uomini    | donne     | parrocchie |
| ---- | ----------- | ----------- | ----------- | ---------- | ---------- | ---------- | ------------------------- | ------- | --------- | --------- | ---------- |
| 1980 | 52.434      | 583.000     | 9,0         | 91         | 61         | 30         | 576                       | 4       | 95        | 93        | 42         |
| 1990 | 55.517      | 640.899     | 8,7         | 91         | 64         | 27         | 610                       | 7       | 80        | 79        | 44         |
| 1999 | 66.507      | 726.476     | 9,2         | 84         | 56         | 28         | 791                       | 20      | 32        | 55        | 44         |
| 2000 | 67.862      | 737.373     | 9,2         | 94         | 67         | 27         | 721                       | 19      | 55        | 62        | 44         |
| 2001 | 68.043      | 748.433     | 9,1         | 97         | 70         | 27         | 701                       | 19      | 59        | 59        | 44         |
| 2002 | 70.630      | 759.659     | 9,3         | 99         | 70         | 29         | 713                       | 20      | 56        | 56        | 45         |
| 2003 | 73.286      | 778.256     | 9,4         | 95         | 67         | 28         | 771                       | 27      | 46        | 47        | 45         |
| 2004 | 72.158      | 789.930     | 9,1         | 96         | 67         | 29         | 751                       | 26      | 54        | 46        | 45         |
| 2006 | 67.244      | 813.806     | 8,3         | 81         | 64         | 17         | 830                       | 27      | 34        | 44        | 42         |
| 2012 | 71.500      | 857.000     | 8,3         | 82         | 57         | 25         | 871                       | 31      | 37        | 37        | 42         |
| 2015 | 59.745      | 815.494     | 7,3         | 84         | 62         | 22         | 711                       | 38      | 32        | 34        | 43         |
| 2016 | 57.912      | 818.801     | 7,1         | 81         | 61         | 20         | 714                       | 40      | 30        | 28        | 43         |
| 2018 | 59.643      | 822.815     | 7,2         | 81         | 59         | 22         | 736                       | 44      | 32        | 25        | 43         |
| 2020 | 56.718      | 829.096     | 6,8         | 82         | 63         | 19         | 691                       | 49      | 29        | 19        | 43         |
| 2022 | 53.666      | 831.202     | 6,5         | 78         | 57         | 21         | 688                       | 45      | 31        | 19        | 43         |

## Parrocchie
- Annunciation Parish – Kiln
- Blessed Francis Xavier Seelos Parish – Biloxi
- Christ the King Mission – Latimer
- Holy Family Parish – Pass Christian
- Holy Rosary Parish – Hattiesburg
- Holy Spirit Parish – Vancleave
- Holy Trinity Mission – Leakesville
- Holy Trinity Parish – Columbia
- Immaculate Conception Parish – Laurel
- Nativity of the Blessed Virgin Mary Cathedral Parish (cattedrale) – Biloxi
- Our Lady of Chartres Mission – Delmas
- Our Lady of Fatima Parish – Biloxi
- Our Lady of Perpetual Help Parish – Lumberton
- Our Lady of Victories Parish – Pascagoula
- Our Lady of the Gulf Parish – Bay St. Louis
- Our Mother of Mercy Parish – Pass Christian
- Our Mother of Sorrows Parish – Biloxi
- Sacred Heart Parish – D'Iberville
- Sacred Heart Parish – Hattiesburg
- Sacred Heart Parish – Pascagoula
- Sacred Heart Parish – Dedeaux
- St. Alphonsus Parish – Ocean Springs
- St. Ann Mission – Hurley
- St. Ann Mission – Dubuisson Community
- St. Ann Parish – Clermont Harbor
- St. Ann Parish – Lizana
- St. Bernadette Parish – Waynesboro
- St. Charles Borromeo Parish – Picayune
- St. Clare Parish – Waveland
- St. Elizabeth Seton Parish – Ocean Springs
- St. Francis Xavier Parish – Wiggins
- St. James Parish – Gulfport
- St. John Parish – Gulfport
- St. Joseph Mission – Poplarville
- St. Joseph Parish – Gulfport
- St. Joseph Parish – Moss Point
- St. Lawrence Mission – Monticello
- St. Lucy Mission – Lucedale
- St. Mary Mission – Prentiss
- St. Mary Parish – Woolmarket
- St. Mary Parish – Gautier
- St. Matthew Parish – White Cypress
- St. Michael Parish – Biloxi
- St. Paul Mission – Tylertown
- St. Peter Parish – Bassfield
- St. Peter the Apostle Parish – Pascagoula
- St. Rose de Lima Parish – Bay St. Louis
- St. Stephen Parish – Delisle
- St. Therese Parish – Gulfport
- St. Thomas Aquinas Newman Center – Hattiesburg
- St. Thomas Parish – Long Beach
- St. William Mission – Rotten Bayou
- Vietnamese Martyrs Parish – Biloxi